# Nychiodes vorbrodtaria
Nychiodes vorbrodtaria là một loài bướm đêm trong họ Geometridae.